# Mimas viridis
Mimas viridis är en fjärilsart som beskrevs av Adolf G. Closs 1911-12. Mimas viridis ingår i släktet Mimas och familjen svärmare. Inga underarter finns listade i Catalogue of Life.